# 午夜山
71°56′S 167°28′E / 71.933°S 167.467°E
午夜山是南極洲的山峰，位於維多利亞地的博克格雷溫克海岸，屬於阿德默勒爾蒂山脈的一部分，處於影子海崖以西6公里的塔克冰川北面，海拔高度2,000米。